# Wyoming Highway 26
Der Wyoming Highway 26 (kurz: WYO 26) war die ehemalige Bezeichnung für den Wyoming Highway 34 zwischen Bosler und Wheatland im US-Bundesstaat Wyoming. 

## Geschichte
Der WYO 26 wurde 1926 eröffnet. Der U.S. Highway 26 wurde allerdings bis nach Wheatland verlängert. Daher entschloss man sich im November 1949 zur Umbenennung, um Verwechslungen zu vermeiden.

## Belege
1. ↑  AARoads: Wyoming State Route Log: 1 through 99. Abgerufen am 28. September 2021 (amerikanisches Englisch).